# 1. Göppinger SV
Der 1. Göppinger Sportverein 1895 e. V., kurz 1. Göppinger SV, ist ein Sportverein aus Göppingen.

## Geschichte

### Gründungsphase
Der am 13. Oktober 1905 gegründete 1. Göppinger Fußballverein 1905 trat zunächst nur zu Freundschaftsspielen an. Erst im Oktober 1908 wurde der Verein Mitglied des Süddeutschen Fußballverbands und nahm im folgenden Jahr erstmals am Ligawettbewerb teil. Nachdem der Erste Weltkrieg den Spielbetrieb lahmgelegt hatte, begann im Dezember 1918 der Wiederaufbau. 1919 gelang der Gewinn der Bezirksmeisterschaft und der Göppinger Fußballverein stieg in die A-Klasse auf. Im selben Jahr erfolgte die Eintragung ins Vereinsregister und die Vereinsaktivitäten wurden um eine Gesangsabteilung und eine Hockeyabteilung erweitert.
Am 24. April 1920 genehmigte eine außerordentliche Mitgliederversammlung die Verschmelzung mit dem am 11. August 1895 gegründeten 1. Athletik-Club Göppingen, der sich vor allem durch seine Gewichtheber und Ringer einen Namen gemacht hatte, zum »1. Göppinger Sportverein 1895 e. V.«. Als erste Aufgabe wurde die Verbesserung der Sportstätten angesehen. Viele der Arbeiten erfolgten in Eigenregie durch die Mitglieder des Vereins. Es wurde eine Holztribüne gebaut, die bis 1980 in Betrieb war und deren Kosten sich infolge der Inflation auf eine Milliarde Mark beliefen.

### Erfolge im Fußball
1923 gelang der Aufstieg in die Kreisliga und auf Anhieb der zweite Platz hinter dem VfB Stuttgart. 1926 errang man die Bezirksmeisterschaft, verpasste den Aufstieg in die neu gegründete Kreisliga Zollern, der ein Jahr später jedoch erfolgte. In den folgenden Jahren spielte die Mannschaft zwar vorne mit, gewann aber keinen Titel. 1930 wurde der Bau eines Vereinsheims beschlossen und 1932 eine Aschenbahn um den Rasen gebaut, auf der Leichtathleten, aber auch Radrennfahrer Wettbewerbe austragen.
1934 schaffte die Fußballmannschaft des Vereins den Aufstieg in die ein Jahr zuvor neu geschaffenen Gauliga. Dem direkten Abstieg 1935 folgte zwar der Wiederaufstieg 1936, aber auch der erneute Wiederabstieg 1937. 1938 und 1941 scheiterte man noch in der Aufstiegsrunde zur württembergischen Gauliga. 1943 gelang dann der erneute Aufstieg in die Gauliga. An diesen Aufstieg schloss der größte Erfolg an, als man 1944 vor den Stuttgarter Kickers Erster der Gauliga wurde und damit die württembergische Meisterschaft errang. Allerdings war bei den Spielen um die deutsche Meisterschaft 1944 direkt beim ersten Gegner, der Kriegsspielgemeinschaft Saarbrücken, Endstation.
Nach dem Zweiten Weltkrieg dauerte es lange, bis wieder der Spielbetrieb aufgenommen werden konnte. Der Sportplatz war von amerikanischen Soldaten zunächst zum Kohlelager, später zu einem Baseballfeld umfunktioniert worden. Für die Saison 1945/46 wurde der Verein in die damals zweitklassige Landesliga Württemberg eingeteilt, aus der er jedoch 1948 abstieg.
1969 gelang den Fußballern unter Spielleiter Fritz Maier als Tabellenzweiter der Amateurliga Nordwürttemberg die Qualifikation für die deutsche Amateurmeisterschaft, bei der die Göppinger erst im Halbfinale am späteren Sieger SC Jülich 1910 scheiterten. Die folgende Saison brachte – pünktlich zum 75-jährigen Jubiläum – mit dem Aufstieg in die Regionalliga, damals die zweithöchste Spielklasse Deutschlands, einen noch größeren Erfolg. Die Rückkehr auf die überregionale Fußballbühne endete jedoch nach nur einer Spielzeit mit 28:44 Punkten und dem 17. Tabellenplatz mit dem sofortigen Abstieg.
1973 wurde die Damenabteilung des Vereins gegründet. Die folgenden Jahre waren durch Schwankungen geprägt. 1978 gelang dennoch die Qualifikation für die reformierte Oberliga Baden-Württemberg, als man hinter dem SSV Ulm 1846 Vizemeister wurde. In der Saison 1984/85 musste der Sportverein nach 17-jähriger Zugehörigkeit zur jeweils obersten Amateurklasse aus der Oberliga absteigen. 1991 konnte auch in der Verbandsliga Württemberg die Klasse nicht gehalten werden und es erfolgte der Abstieg in die Landesliga, aus der man 1994 in die Bezirksliga absteigen sollte. Nach der Rückkehr in die Landesliga stieg die Mannschaft in der Saison 2008/09 über die Relegation in die Verbandsliga Württemberg auf. In der Saison 2010/11 musste man, obwohl man bis zum Schluss noch Chancen auf einen Aufstiegsplatz hatte, sich mit dem 4. Platz zufriedengeben. Zu Beginn der Saison 2011/12 verpflichtete man drei Brasilianer, welche man in einem Testspiel gegen den Artsul Futbol Club entdeckte.
Während der Göppinger Sportverein 2014 und 2015 zweimal in den Aufstiegsspielen zur Oberliga Baden-Württemberg scheiterte, konnte man 2016 den lang ersehnten Aufstieg feiern. Die Saison beendeten die Rot-Schwarzen auf dem zweiten Platz und mussten zum dritten Mal in Folge an den Aufstiegsspielen teilnehmen. Aus den Duellen mit der TSG Weinheim gingen die Göppinger siegreich hervor (2:2 und 1:0) und stiegen 2016 nach 31 Jahren Abstinenz wieder in die Oberliga Baden-Württemberg auf. Nach Spielzeiten in der Verbands-, Landes- und Bezirksliga stellt dies den Aufwärtstrend der jüngeren Vereinsgeschichte dar, der im Juni 2024 mit dem Aufstieg in die vierthöchste Spielklasse im deutschen Fußball, der Regionalliga Südwest, seinen vorläufigen Höhepunkt fand.

## Kader der Saison 2024/25
(Stand: 13. April 2025)
| Nr.        | Nat.        | Spieler                | Geboren       | Im Verein seit |
| ---------- | ----------- | ---------------------- | ------------- | -------------- |
| Tor        |             |                        |               |                |
| 01         | Deutschland | Matthias Layer         | 12. Feb. 1999 | 2022           |
| 21         | Deutschland | Enrico Alejandro Piu   | 8. Juli 1999  | 2024           |
| Abwehr     |             |                        |               |                |
| 03         | Deutschland | Berk Yalman            | 12. März 2004 | 2022           |
| 04         | Deutschland | Bastian Frölich        | 8. März 2000  | 2024           |
| 05         | Nigeria     | Jeffrey Idehen         | 8. März 1999  | 2020           |
| 07         | Deutschland | Mërgim Neziri          | 30. Apr. 1993 | 2020           |
| 15         | Deutschland | Levin Steinbrenner     | 25. Jan. 2002 | 2021           |
| 19         | Deutschland | Yannik Wolff           | 6. Aug. 2002  | 2023           |
| 23         | Deutschland | Denis Lübke            | 29. Okt. 1992 | 2024           |
| 28         | Kroatien    | Filip Milisic          | 18. Apr. 1994 | 2020           |
| Mittelfeld |             |                        |               |                |
| 06         | Deutschland | Gent Cerimi            | 12. Nov. 1993 | 2013           |
| 08         | Deutschland | Leon Braun             | 27. Apr. 1997 | 2024           |
| 13         | Deutschland | David Trivunić         | 30. Okt. 2001 | 2024           |
| 14         | Deutschland | Jannik Schramm         | 14. Aug. 1992 | 2020           |
| 16         | Deutschland | Tim Schraml            | 18. März 1993 | 2020           |
| 18         | Turkei      | Oğuzhan Keçeci         | 14. Jan. 2003 | 2024           |
| 26         | Deutschland | Adrian Freiwald        | 18. März 2003 | 2023           |
| 31         | Gambia      | Seedy Jarju            | 28. Okt. 2004 | 2024           |
| Sturm      |             |                        |               |                |
| 09         | Deutschland | Tyron Profis           | 6. Mai 2002   | 2023           |
| 10         | Kroatien    | Luca Maximilian Piljek | 27. Juni 2001 | 2023           |
| 11         | Deutschland | Aron Viventi           | 8. Mai 1997   | 2024           |
| 17         | Deutschland | Emmanuel McDonald      | 19. Nov. 1999 | 2023           |
| 20         | Deutschland | Noah Lulic             | 28. Aug. 1999 | 2024           |
| 22         | Deutschland | Maximilian Ziesche     | 4. Nov. 1992  | 2016           |
| 25         | Kosovo      | Henrick Selitaj        | 21. Juni 2004 | 2024           |
| 27         | Marokko     | Mohamed Baroudi        | 20. Juni 2002 | 2023           |
| 30         | Deutschland | Kevin Dicklhuber       | 6. März 1989  | 2025           |

## Erfolge
- 1944: Württembergischer Meister (Gauliga)
- 1944: Teilnahme an der Endrunde um die deutsche Fußballmeisterschaft
- 1948: Württembergischer Pokalsieger
- 1969: Halbfinalteilnehmer bei der deutschen Fußball-Amateurmeisterschaft
- 1970: Aufstieg in die Regionalliga Süd (damals zweithöchste Spielklasse)
- 1983: Endspiel im WFV-Pokal
- 2024: Aufstieg in die Regionalliga Südwest

## Ligazugehörigkeit
- 1945–1948: Landesliga Württemberg
- 1948–1950: Bezirksklasse
- 1950–1958: 2. Amateurliga
- 1958–1960: A-Klasse
- 1960–1963: 2. Amateurliga
- 1963–1967: A-Klasse
- 1967–1968: 2. Amateurliga
- 1968–1970: 1. Amateurliga Nordwürttemberg
- 1970–1971: Regionalliga Süd
- 1971–1978: 1. Amateurliga
- 1978–1985: Amateuroberliga Baden-Württemberg
- 1985–1991: Verbandsliga Württemberg
- 1991–1994: Landesliga
- 1994–1997: Bezirksliga
- 1997–1999: Landesliga
- 1999–2007: Bezirksliga
- 2007–2009: Landesliga
- 2009–2016: Verbandsliga Württemberg
- 2016–2024: Oberliga Baden-Württemberg
- 2024–2025: Regionalliga Südwest
- seit 2025: Oberliga Baden-Württemberg

## Persönlichkeiten
- Peter Assion, Fußballprofi und -trainer
- Johann Ettmayer, österreichischer Nationalspieler
- Willi Hoffmann, Bundesligaspieler des FC Bayern München (1971–1974)
- Matej Maglica, Bundesligaspieler (VfB Stuttgart)
- Fritz Millinger, Fußballtrainer (Stuttgarter Kickers, VfB Stuttgart), GSV-Trainer 1987/1988
- Wolfgang Neipp, Fußballspieler beim SSV Ulm 1846, Fußballtrainer
- Heinz Stickel, Bundesligaspieler (VfB Stuttgart, 1. FC Kaiserslautern)
- Georg Wunderlich, deutscher Nationalspieler, GSV-Trainer 1937–1942
- Oliver Stierle, langjähriger Spieler der Stuttgarter Kickers